# Owen Chamberlain
Owen Chamberlain (San Francisco, 10 de julio de 1920-Berkeley, 28 de febrero de 2006) fue un físico estadounidense. Compartió el premio Nobel de Física de 1959 con su colaborador Emilio G. Segrè por el descubrimiento del antiprotón, una partícula fundamental.
Estudió física en el Dartmouth College, donde fue miembro de la fraternidad Theta Chi, y también estudió en la Universidad de California, conocida también como Berkeley (University of California, Berkeley). Estuvo en la universidad hasta que estalló la Segunda Guerra Mundial. En 1942 se unió al Proyecto Manhattan, donde junto con Emilio G. Segrè, trabajó en Berkeley y en Los Álamos (Nuevo México). En 1943 se casó con Beatrice Babette Copper, con quien tuvo cuatro hijos.
En 1946 continuó con su doctorado trabajando en la Universidad de Chicago (University of Chicago), donde Enrico Fermi (el famoso físico) actuó como un buen guía y mentor, dándole ánimos para que dejara a un lado la física teórica (más prestigiosa), por la física experimental, para la cual demostraba tener buenas cualidades. Chamberlain recibió oficialmente su PhD (doctorado de investigación) de la Universidad de Chicago en 1949.
En 1948, habiendo acabado sus trabajos experimentales, volvió a Berkeley como miembro de la facultad (será profesor de física en 1958), donde Emilio G. Segrè y otros físicos están investigando el protón. En 1955, una serie de experimentos con protones les condujeron al descubrimiento del antiprotón, una partícula exactamente igual al protón, excepto por tener una carga negativa.
Los trabajos posteriores de investigación de Chamberlain incluyen el Time projection chamber (TPC), y su trabajo en el Stanford Linear Accelerator Center (SLAC).
Fue políticamente activo en temas relacionados con la paz y justicia social, y se manifestó en contra de la Guerra del Vietnam. Fue un miembro influyente de "Científicos a favor de Sakharov, Orlov, y Shcharansky", tres físicos de la Unión Soviética encarcelados por sus creencias políticas. En la década de 1980 ayudó a fundar el movimiento para parar la producción de armamento nuclear.
En 1985 se le diagnosticó la enfermedad de Parkinson y se retiró de la enseñanza en 1989. Murió debido a su enfermedad a la edad de 85 años el 28 de febrero de 2006.